# Lori à menton rouge
Vini rubrigularis
Espèce
Statut de conservation UICN

 LC  : Préoccupation mineure
Statut CITES
Le Lori à menton rouge (Vini rubrigularis) est une espèce d'oiseaux de la famille des Psittacidae.

## Description
Cette espèce est très proche du Lori des palmiers. Elle s'en distingue par la zone rouge du menton plus large et ourlée de jaune ainsi que par des marques rouges sous la queue. Son bec, ses iris et ses pattes sont orange.
Cet oiseau mesure environ 17 cm. Il ne présente aucun dimorphisme sexuel.

## Répartition
Cet oiseau vit sur les îles de la Nouvelle-Bretagne, de la Nouvelle-Irlande, sur l'archipel Bismarck et l'île de Karkar au nord-est de la côte de Nouvelle-Guinée, où il peuple les forêts jusqu'à 500 m d'altitude.